# Zittende virginaalspeelster

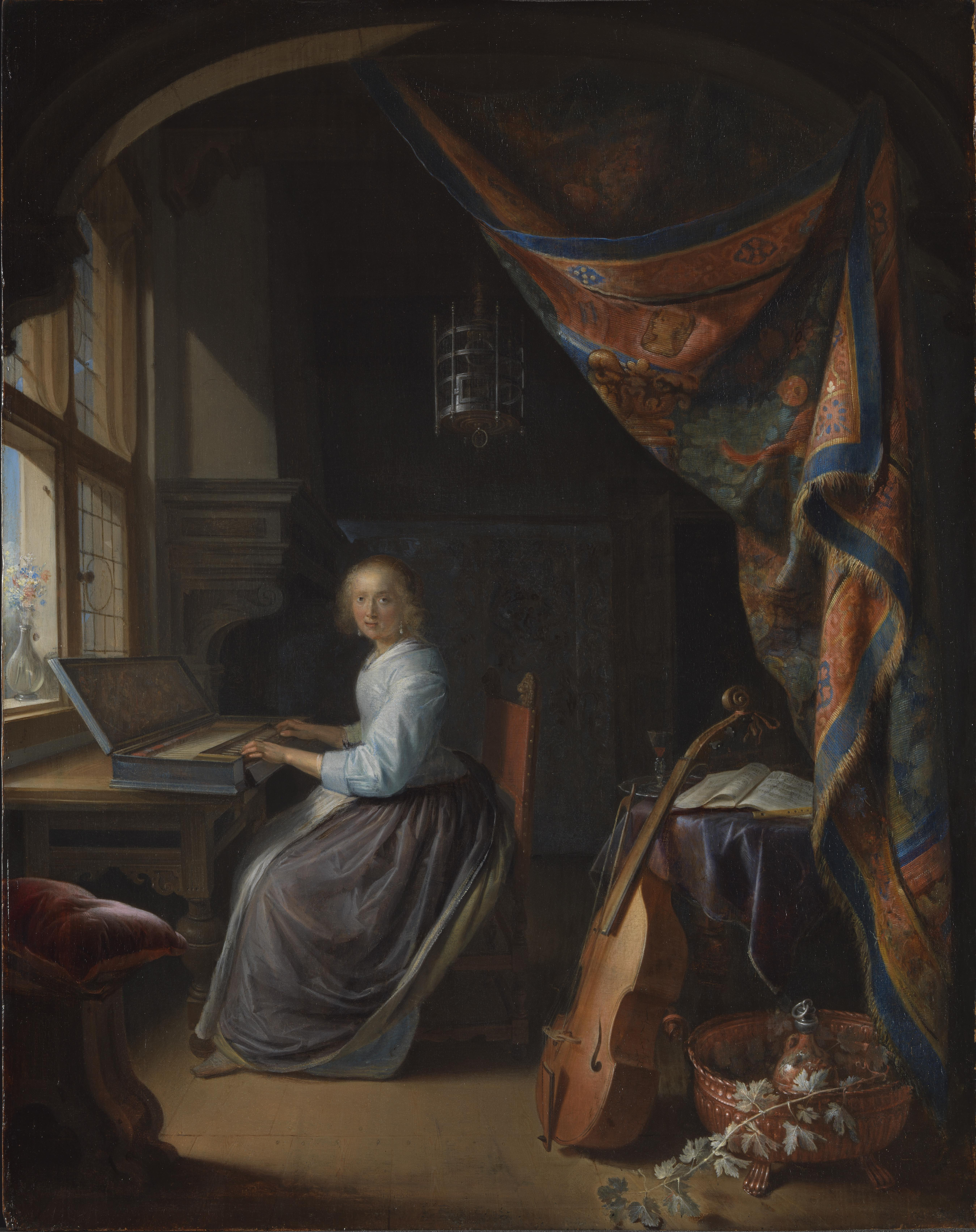
Gerard Dous Vrouw aan het klavecimbel

Zittende virginaalspeelster is een schilderij uit circa 1670-1672 van de Delftse kunstschilder Johannes Vermeer (1632-1675). Het werk is sinds 1910 in het bezit van de National Gallery in Londen.

## Beschrijving
Dit late schilderij van Johannes Vermeer is binnen zijn oeuvre vrij rechttoe rechtaan, zonder veel subtiele verwijzingen of verfijnde schilderkunst. Zittende virginaalspeelster is waarschijnlijk geïnspireerd door een werk van de Leidse schilder Gerard Dou (1613-1675), waarin dezelfde motieven terugkomen: een vergelijkbare pose en zelfs gelaatsuitdrukking van een vrouw aan een virginaal, eenzelfde teruggetrokken gordijn en ook een viola da gamba op de voorgrond.
Op de achterwand is De koppelaarster van Dirck van Baburen (1595-1624) afgebeeld. Vermeers schoonmoeder Maria Thins had dit schilderij of een versie ervan enige tijd in eigendom. Ook in Het concert heeft Vermeer dit schilderij verwerkt. De vleselijke lust in De koppelaarster contrasteert met de viola da gamba, in de zeventiende eeuw symbool staand voor de harmonieuze liefde. Wellicht geeft Vermeer een aanwijzing voor zijn persoonlijke voorkeur door het zonlicht op het muziekinstrument te laten schijnen.
Het landschap op de virginaal is een werk van Vermeers' stadgenoot Pieter Jansz. van Asch (1603-1678). Hetzelfde werk, Landschap met jagers bij een openstaand hek, komt ook terug in Vermeers De gitaarspeelster.
Men heeft wel gesuggereerd dat dit werk en Staande virginaalspeelster pendanten zijn, vanwege de nagenoeg gelijke omvang en datering en de gerelateerde onderwerpen, maar dit is onzeker. Vermeer borduurde wel vaker voort op dezelfde thema's. De twee schilderijen zijn in ieder geval niet aan dezelfde opdrachtgever verkocht.

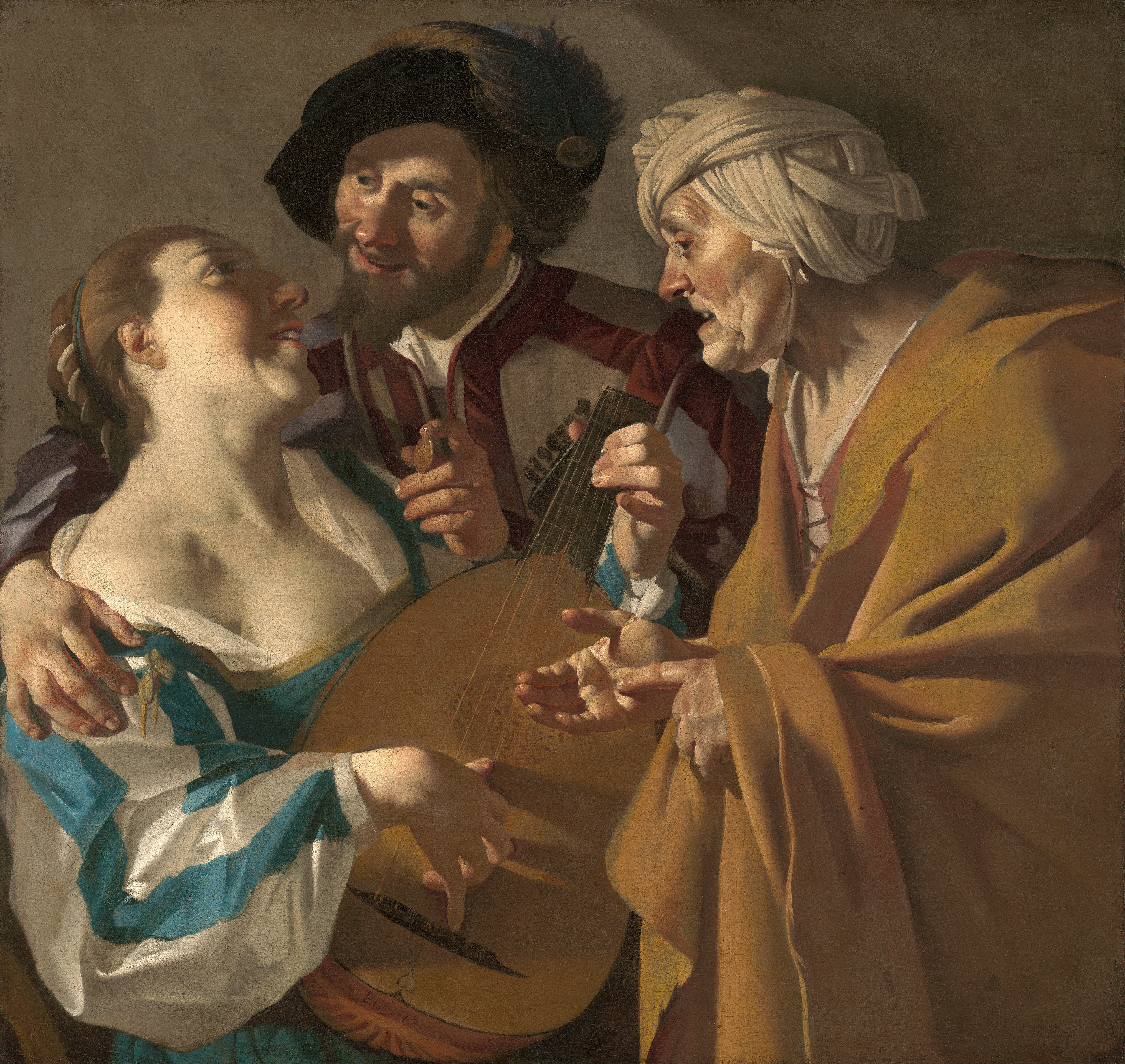
De koppelaarster van Dirck van Baburen, het schilderij op de achtergrond

## Eigendom
Diego Duarte (1612-1691), een Antwerpse bankier, juwelier en kunstverzamelaar van Portugees-Sefardische afkomst (zie ook zijn componerende zus Leonara), was in 1682 in het bezit van ofwel Zittende virginaalspeelster ofwel Staande virginaalspeelster. Duarte had zijn schilderij weten te bemachtigen met hulp van de bevriende familie van Constantijn Huygens (1596-1687). Beide families deelden dezelfde passie voor muziek. In 1696 werden in Amsterdam 21 schilderijen van Vermeer geveild, waaronder nummer 37, Een Speelende Juffrouw op de Clavecimbaerl van dito. Als Zittende virginaalspeelster niet in Duarte's bezit was, dan zal het op deze veiling verkocht zijn. Begin achttiende eeuw kwam het schilderij in ieder geval in het bezit van de Duitse prins-bisschop van Bamberg, Lothar Franz von Schönborn (1655-1729).
De familie Schönborn verkocht Zittende virginaalspeelster in 1867 aan Théophile Thoré-Bürger (1807-1869), de Franse kunstcriticus en -verzamelaar die het werk van de Johannes Vermeer in de negentiende eeuw opnieuw onder de aandacht van het grote publiek bracht. Thoré-Bürger verwierf in deze periode ook Staande virginaalspeelster. Zijn erfgenamen verkochten Zittende virginaalspeelster in 1892 aan de Oostenrijkse verzamelaar Charles Sedelmeyer (1837-1925). Na nog enkele wisselingen van eigenaar kwam het schilderij in 1910 in handen van de National Gallery, als onderdeel van de schenking van de kunstverzameling van George Salting (1835-1909).
Diana en haar nimfen · Christus in het huis van Martha en Maria · De koppelaarster · Slapend meisje · Brieflezend meisje bij het venster · Het straatje · De soldaat en het lachende meisje · Het melkmeisje · Het glas wijn · Dame en twee heren · Onderbreking van de muziek · Gezicht op Delft · De muziekles · Brieflezende vrouw in het blauw · Vrouw met weegschaal · Vrouw met waterkan · De luitspeelster · Vrouw met parelsnoer · Schrijvende vrouw in het geel · Meisje met de rode hoed · Meisje met de parel · Het concert · Allegorie op de schilderkunst · Meisjeskopje · Dame en dienstbode · De astronoom · De geograaf · De kantwerkster · De liefdesbrief · De gitaarspeelster · Schrijvende vrouw met dienstbode · Allegorie op het geloof · Staande virginaalspeelster · Zittende virginaalspeelster
Omstreden toeschrijvingen: Sint Praxedis · Zittende vrouw aan het virginaal · Meisje met de fluit